# Туризм в Азербайджане

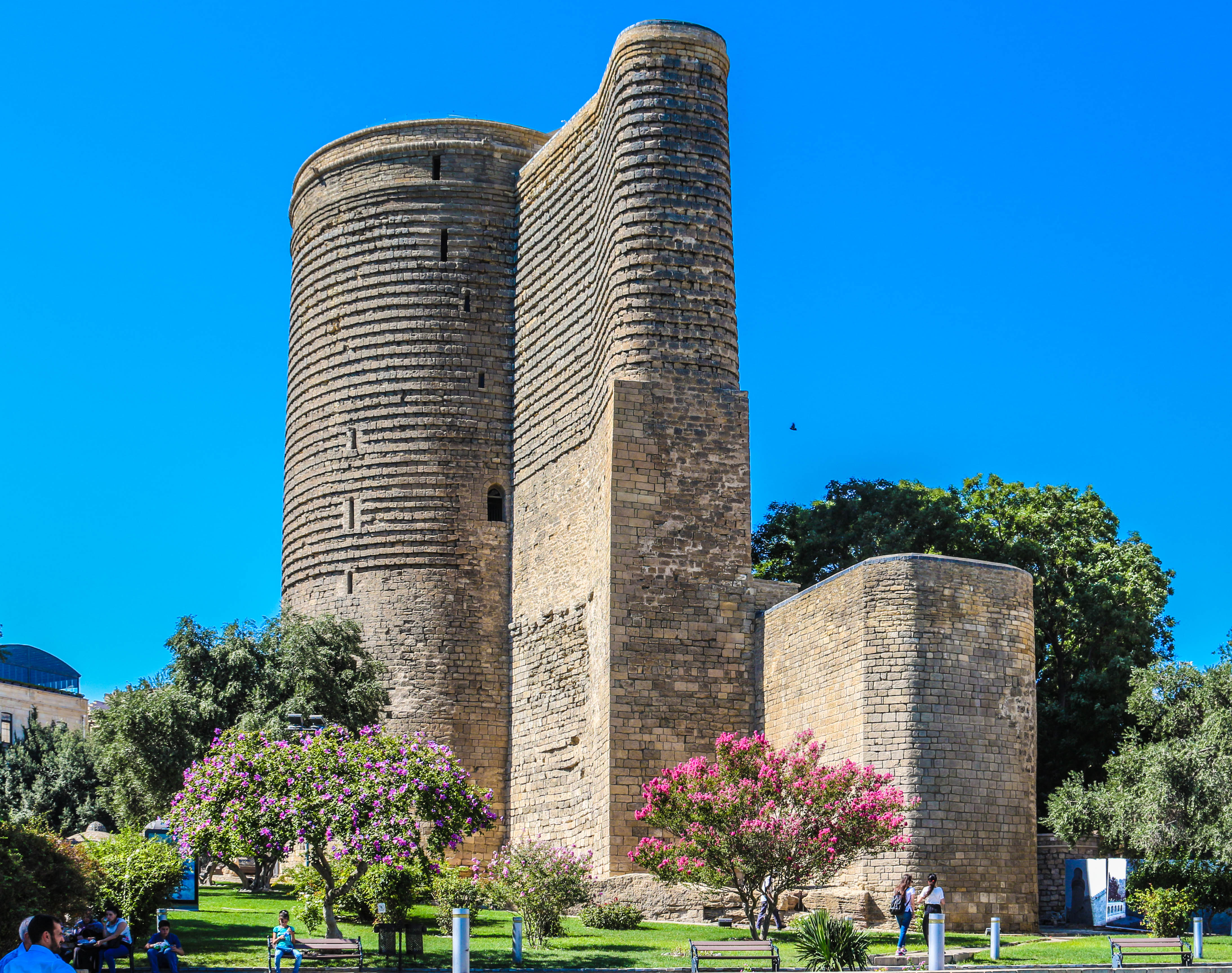
Девичья башня, один из главных символов Азербайджана

Туризм в Азербайджане является значимой составляющей экономики страны. По данным на 2017 год, туристический сектор обеспечивал около 4% ВВП Азербайджана, являясь при этом относительно быстрорастущей отраслью.
  

Азербайджан принадлежит к числу стран, активно развивающих туризм, располагаясь на 39 месте среди 148 стран по показателям всемирной конкурентоспособности в области туризма.

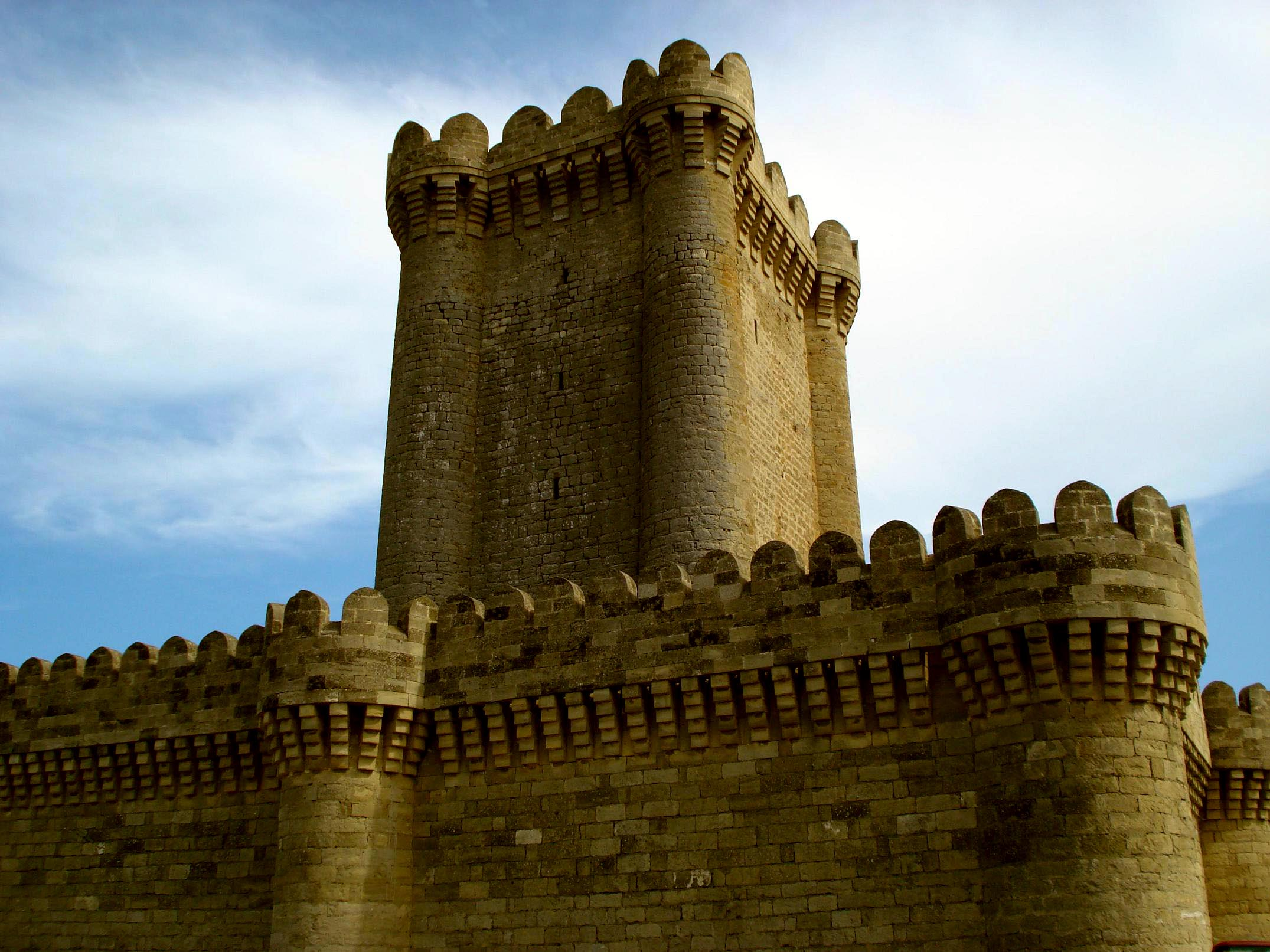
Замок Мардакян

## Направления
На территории Азербайджана представлены 9 природно-климатических зон.
В Азербайджане насчитывается более десятка курортных зон. Среди зон отдыха в Азербайджане можно выделить Гянджу, Нахичевань, Габалу и Шеки, продолжающих сохранять свое историческое значение.
В старинной части города Гянджа расположен караван-сараи. В Шеки находится Дворец шекинских ханов 1763 года постройки. Помимо этого, по всему городу раскинулись древние мавзолеи, крепости и религиозные учреждения. Города Шеки и Шемаха считаются[кем?] древними столицами Азербайджана. В Нахичевани присутствуют соляные копи Дуздаг (1 173 метров). Встречается достаточное количество древних мавзолеев. Одним из старинных городов является Ленкорань, расположенный вблизи Каспийского моря. 

Лечебно-оздоровительный туризм развивается в Ленкорани, Нахичевани, Нафталане. Производится лечение  заболеваний кожи, нервной и сердечно-сосудистой систем.

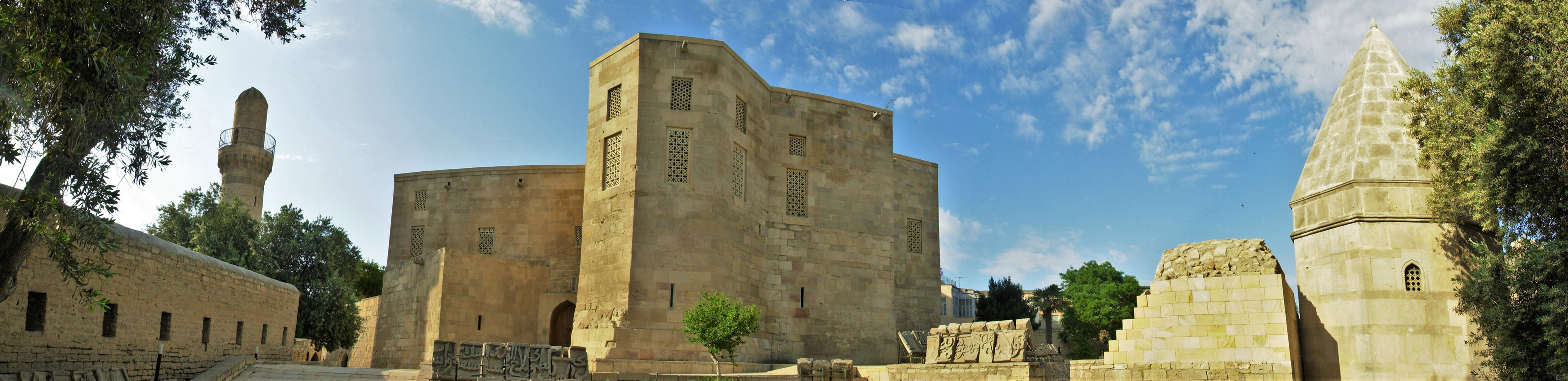
Панорама Дворца Ширваншахов

Горный туризм осуществляется при помощи созданного в 1999 году Горного спортивного клуба. Производятся походы на гору Шахдаг (город Гусар) высотой 4 243 км. Организуются мероприятия для альпинистов. Проводятся трекинг-марафоны – состязания с локационным ориентированием в сложных климатических условиях.
Действуют Шахдагский зимне-летний туристический комплекс и горнолыжный курорт Туфан. В Государственном агентстве по туризму отмечают, что в зимний сезон больше всего гостей приезжает из России, Турции, Ирана и арабских стран, 40% пребывающих в отелях регионов зимнего туризма – иностранцы.

Дорога в горное селение Хыналыг

Министерство культуры и туризма с 2008 года проводит фотоконкурс «Азербайджан — мир туризма». Конкурс включает четыре категории: природа Азербайджана, наследие, виды туризма и Азербайджан глазами иностранцев. Официальный слоган II конкурса — слова азербайджанского поэта Сулеймана Рустама «Хочешь увидеть земной рай — приезжай в Азербайджан!» (азерб. Cənnət görmək istəyən Azərbaycana gəlsin!).
С 10 апреля по 10 мая 2017 года в Баку был проведен фестиваль шопинга Baku Shopping Festival, организатором которого выступило Конгресс-бюро Азербайджана при министерстве культуры и туризма.
С 2018 года развивается новое направление - «Халяльный туризм». Целью данного направления является обеспечение иностранных гостей из стран мусульманского Востока новыми туристическими стандартами. 
Проходит международная выставка «Туризм и Путешествия».

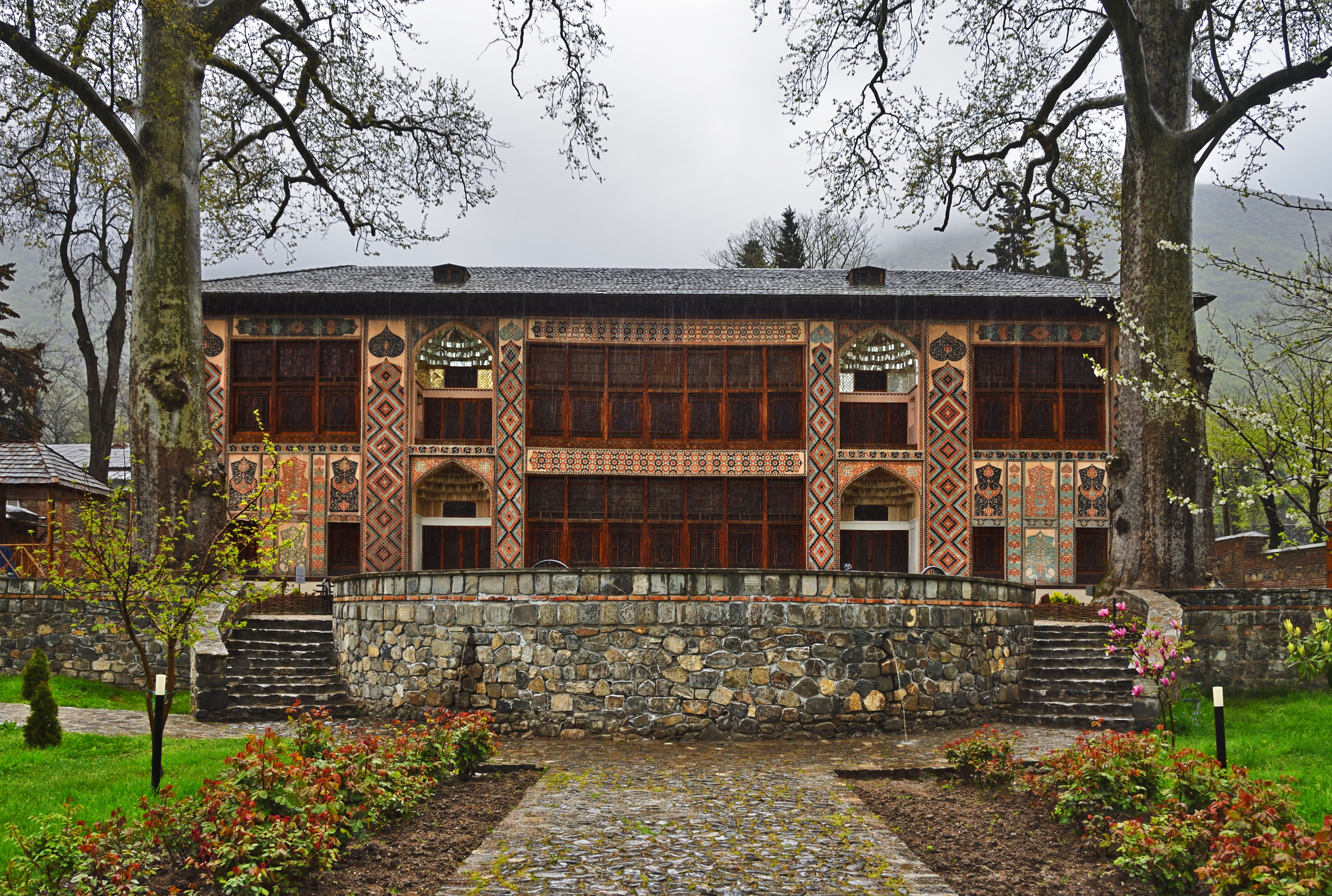
Дворец шекинских ханов, город Шеки

Развивается гастрономический туризм. Получили развитие такие виды туризма, как экологический, охотничий, рыболовный.
Летом 2024 года планируется запуск первого круизного лайнера по Каспийскому морю

## Достопримечательности
см. также Список достопримечательностей Баку
Некоторые туристические места Азербайджана:

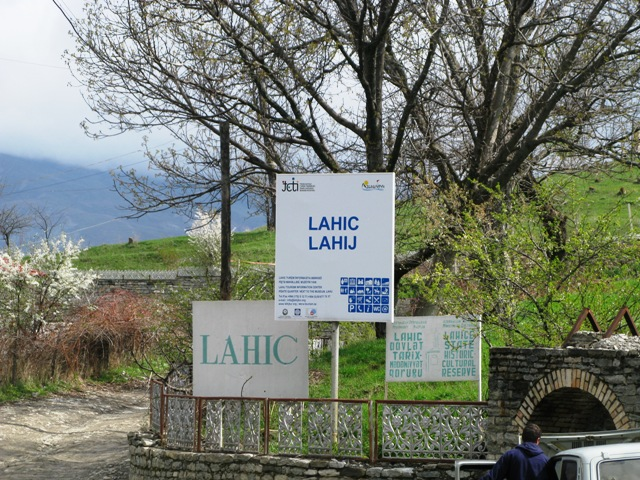
Деревня Лагич, одна из самых любимых мест посещения туристов

- Агдамская мечеть
- Азыхская пещера
- Атешгях
- Баня Гаджи Гаиба
- Верхняя мечеть Говхар-аги
- Гелярсан-Гёрарсан
- Гробница Юсифа ибн Кусейра
- Дворец Мухтарова
- Дворец Ширваншахов
- Дворцовая мечеть в Баку
- Девичья башня
- Живописные водопады ГабалыЗаповедник Гобустан
- Ичери-Шехер (квартал Баку)
- Караван-сарай (Шеки)
- Круглый замок (Мардакян)
- Мавзолей Вагифа
- Мавзолей Дири Баба

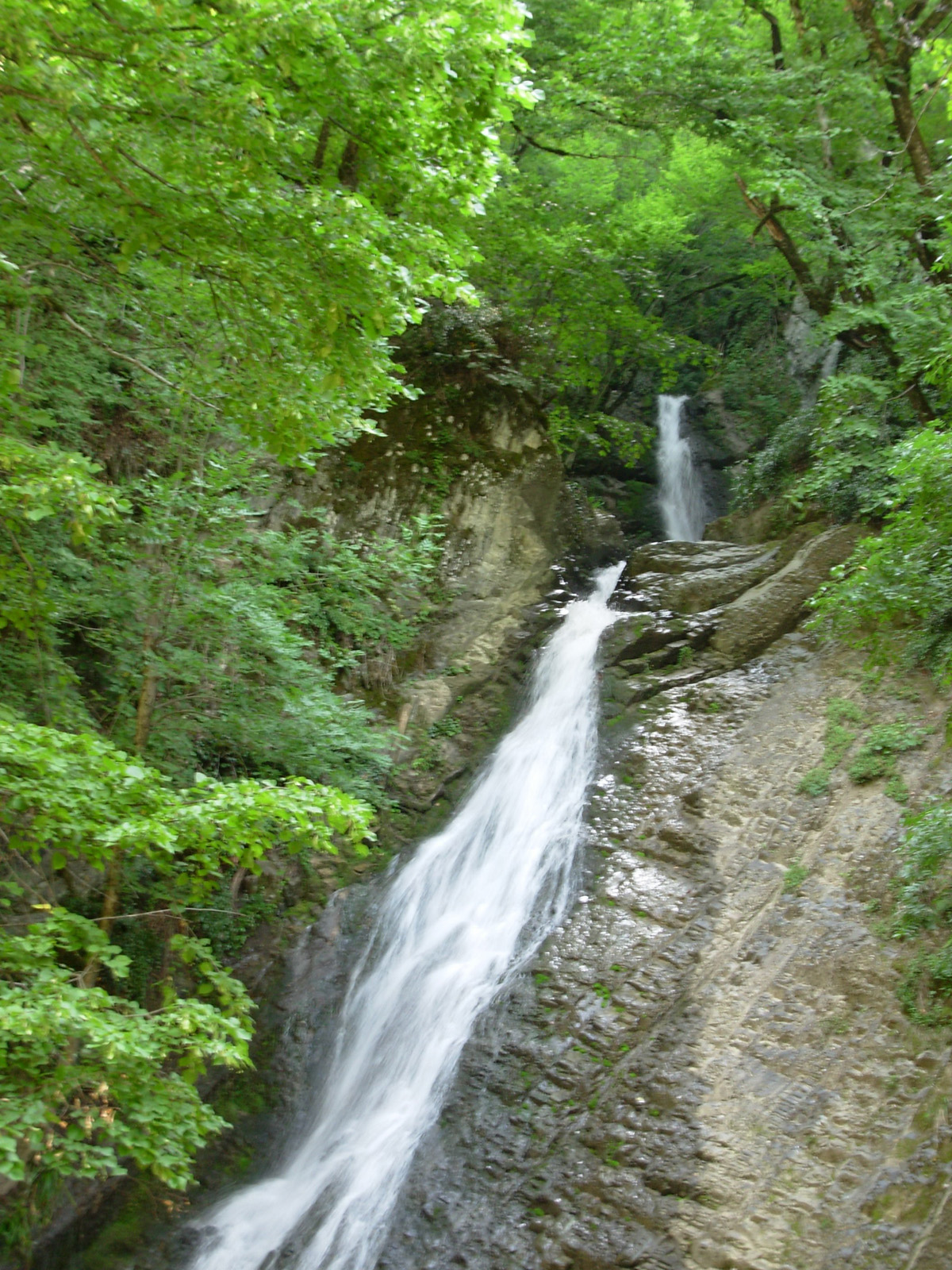
Живописные водопады Габалы

- Мавзолей Йахйи ибн Мухаммада ал-Хаджа

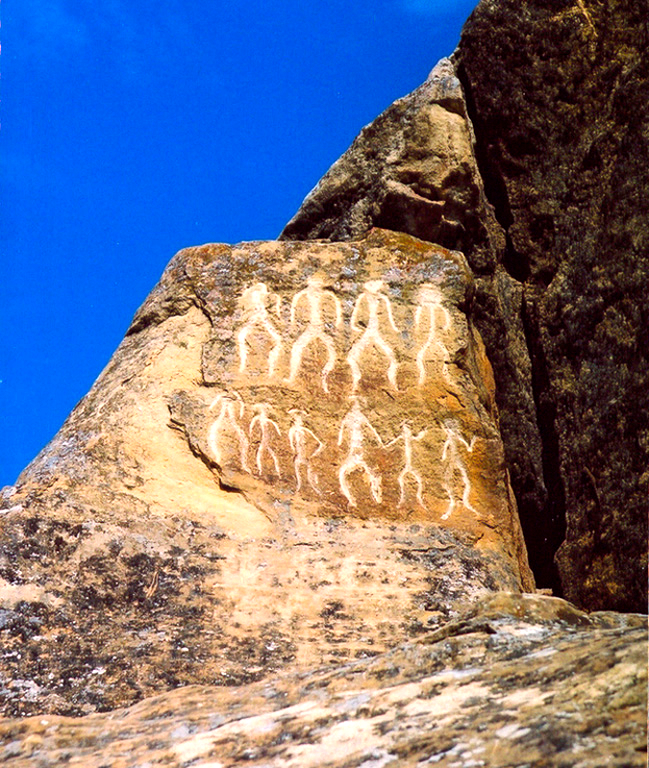
Наскальные рисунки в Гобустанском заповеднике

- Мавзолей Момине хатун
- Мавзолей Низами
- Мавзолей Сейида Йахья Бакуви
- Музей ковра
- Мечеть Биби-Эйбат
- Мечеть Мухаммеда в Баку
- Мечеть Туба-Шахи
- Музей села Хыналыг
- Музей Низами Гянджеви
- Нардаранская крепость
- Сабаиловский замок
- Наскальные рисунки в Гобустанском заповедникеТеатр оперы и балета
- Четырёхугольная башня в Раманы
- Четырёхугольный замок (Мардакян)

### Музеи
См. Список музеев Азербайджана, Список музеев Баку

## Инфраструктура
В Азербайджане функционируют 230 туристических компаний, 560 гостиниц и объектов гостиничного типа.

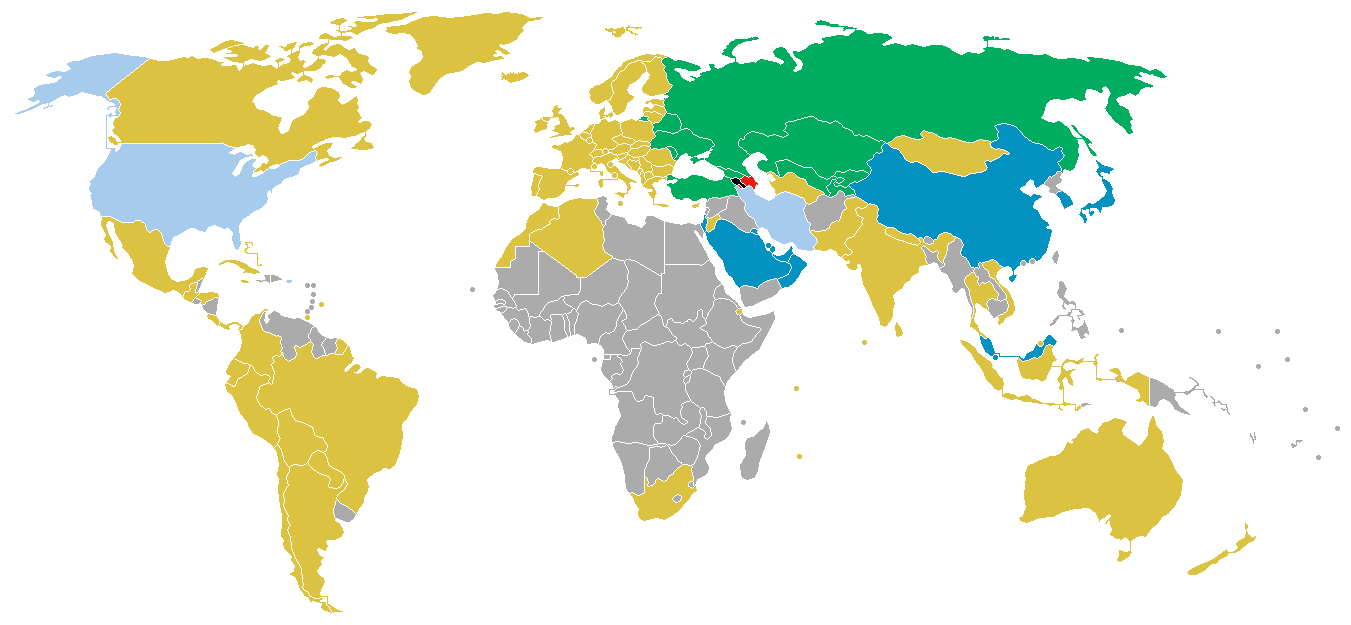
Визовая политика Азербайджана. Зеленым цветом выделены страны, граждане которых могут посещать Азербайджан без визы. Желтым, голубым и синим цветом выделены страны, граждане которых могут подать на визу AZAN.

| №  | Год  | Число гостиниц |
| 1. | 2007 | 320            |
| 2. | 2008 | 370            |
| 3. | 2009 | 452            |
| 4. | 2010 | 499            |
| 5. | 2011 | 508            |
| 6. | 2012 | 514            |

## Визовая поддержка
Для граждан СНГ (кроме Туркменистана и Армении) визы для въезда в Азербайджан не требуются. 
Внедрена система «ASAN Viza», посредством которой осуществляется выдача электронных виз.

Выдача электронной визы происходит в течение 3 рабочих дней. Оформление визы и отправка её клиенту на электронный адрес возможны при отсутствии оснований для отказа в визе.

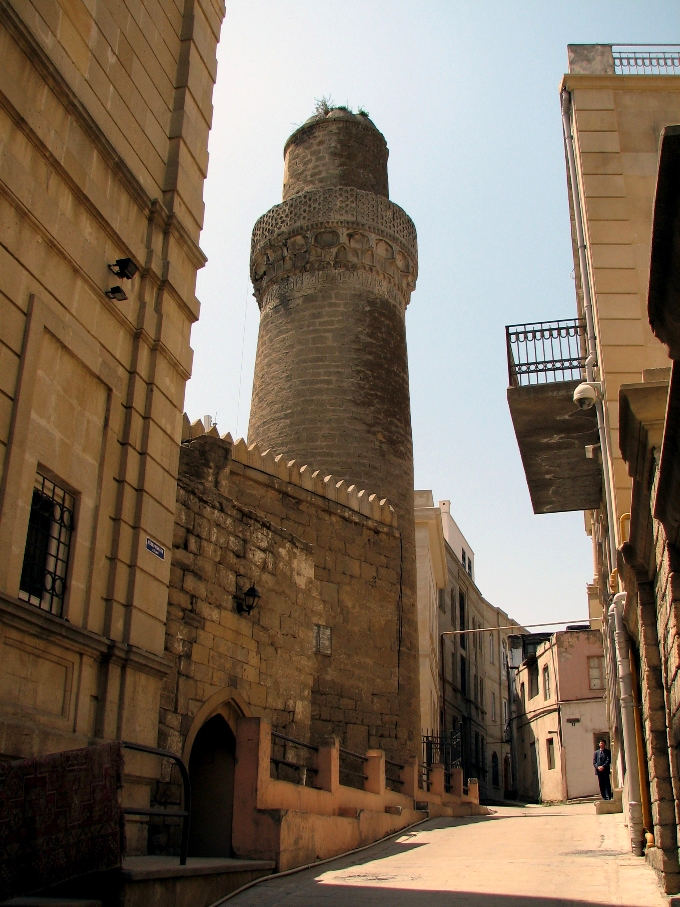
Улицы старого города, Баку

В январе 2023 года Министерство Visa policy of Azerbaijan.pngиностранных дел Азербайджана запустило «Портал заявлений-анкет для получения визы», который позволяет иностранцам или лицам без гражданства, желающим посетить страну, заполнить электронную анкету на получение визы, а затем подтвердить ее и направить на рассмотрение в дипломатические представительства и консульства Республики.

## Таможенные правила
По прибытии в Азербайджан должна быть задекларирована иностранная валюта. Разрешён беспошлинный ввоз вещей для личного пользования, в том числе лекарств по мере необходимости. 
Вывоз антиквариата возможен при наличии разрешения соответствующих государственных органов. 
В 2016 году введена система Tax free.  

## Галерея

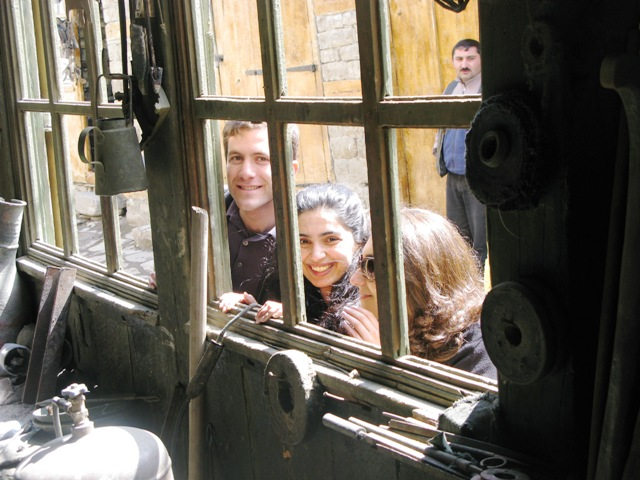
Вид с окна мастерской в Лагиче
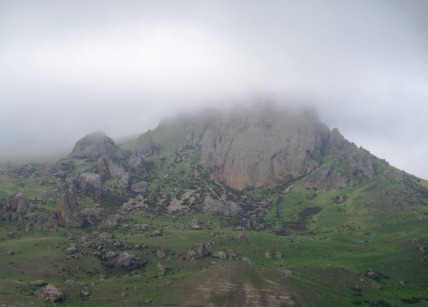
Туманные вершины горы Бешбармаг
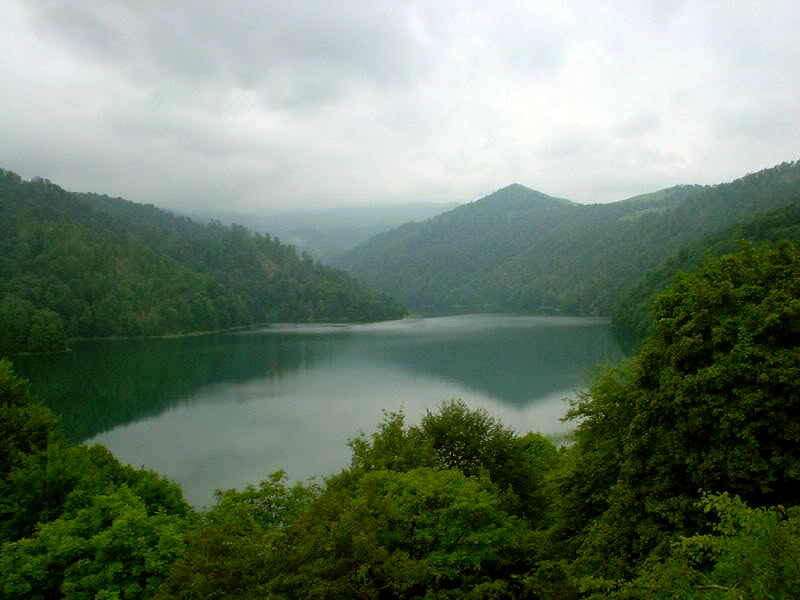
Озеро Гёйгёль
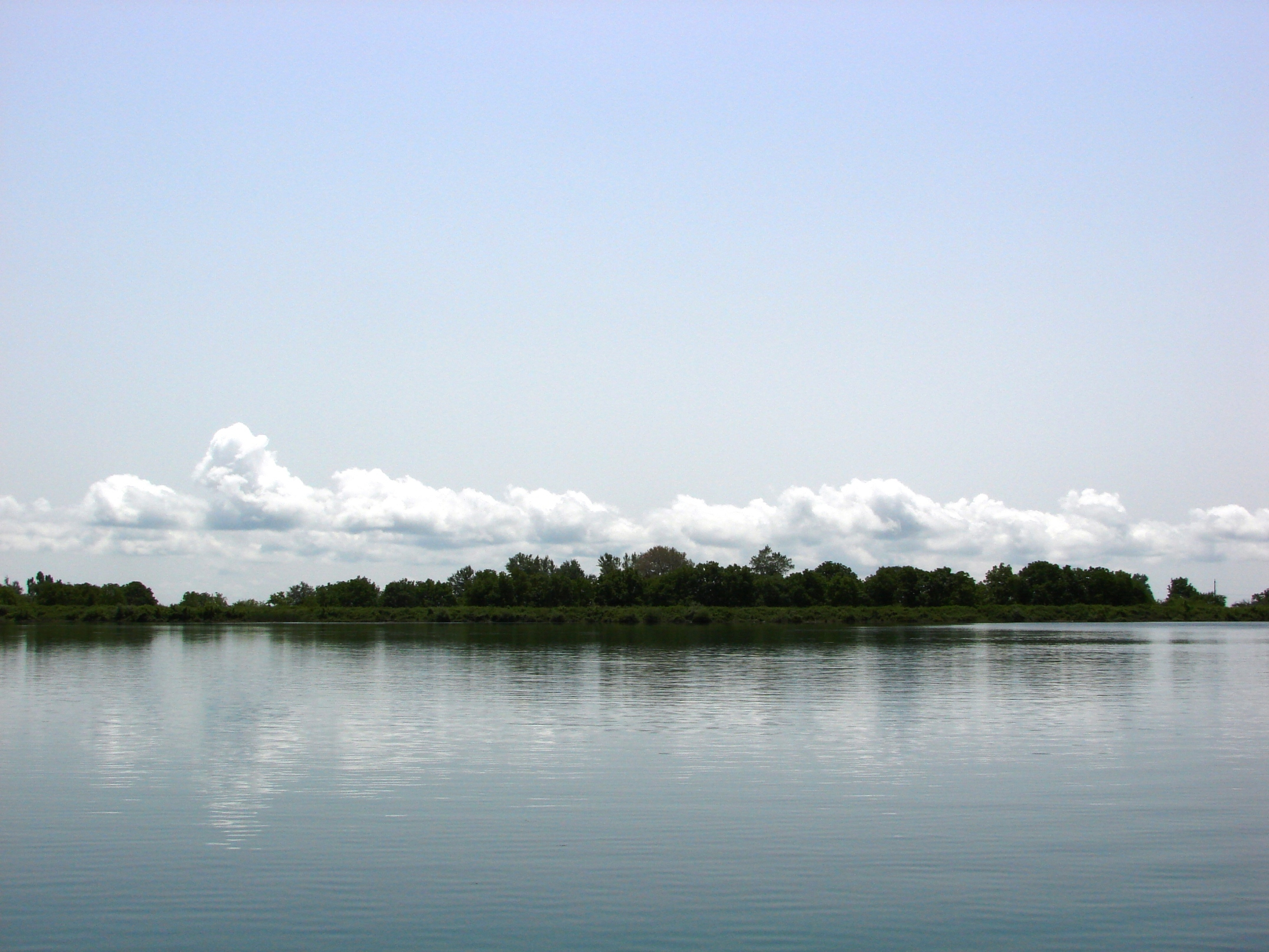
Озеро в Габале
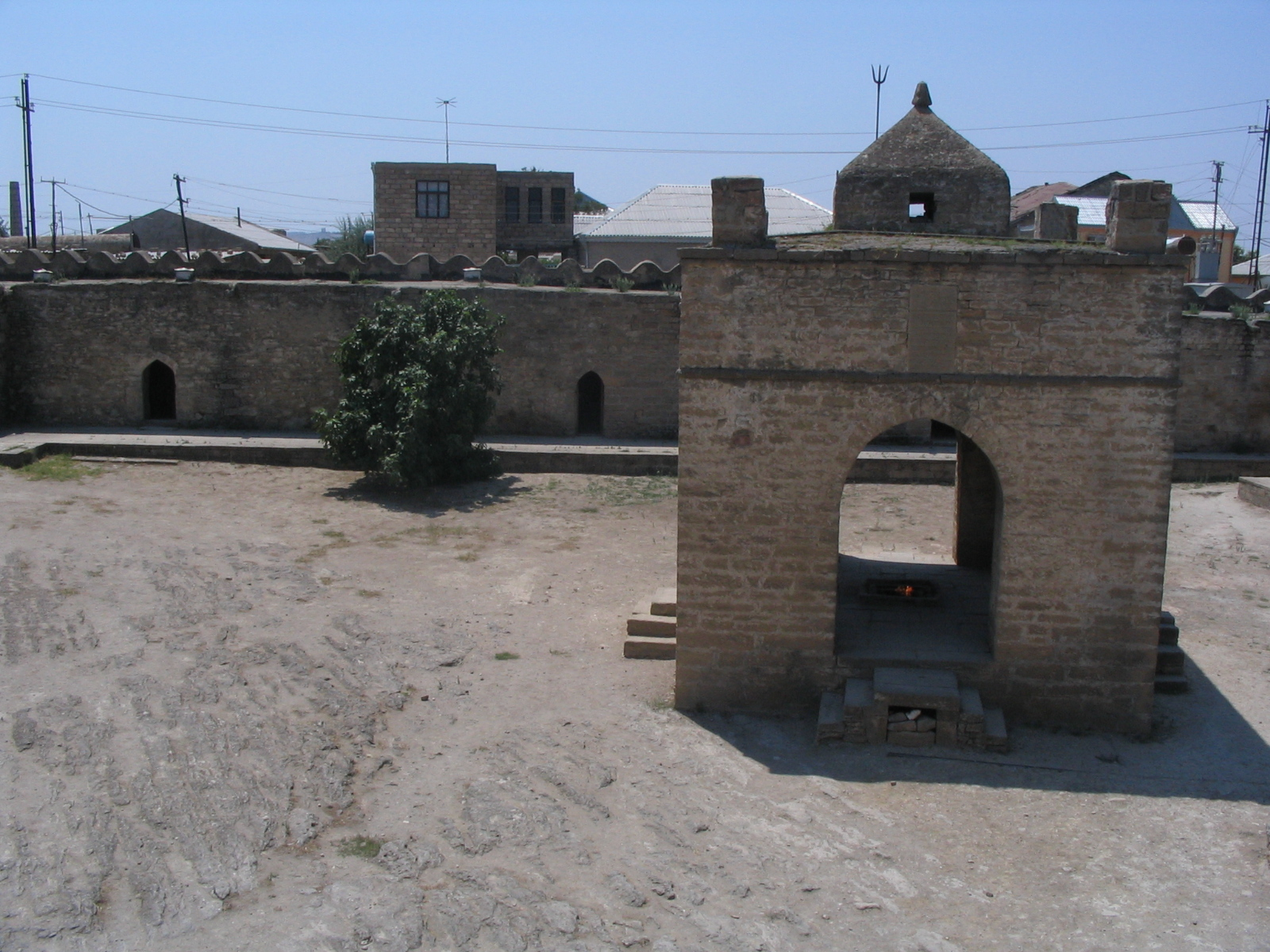
Храм огнепоклонников Атешгях
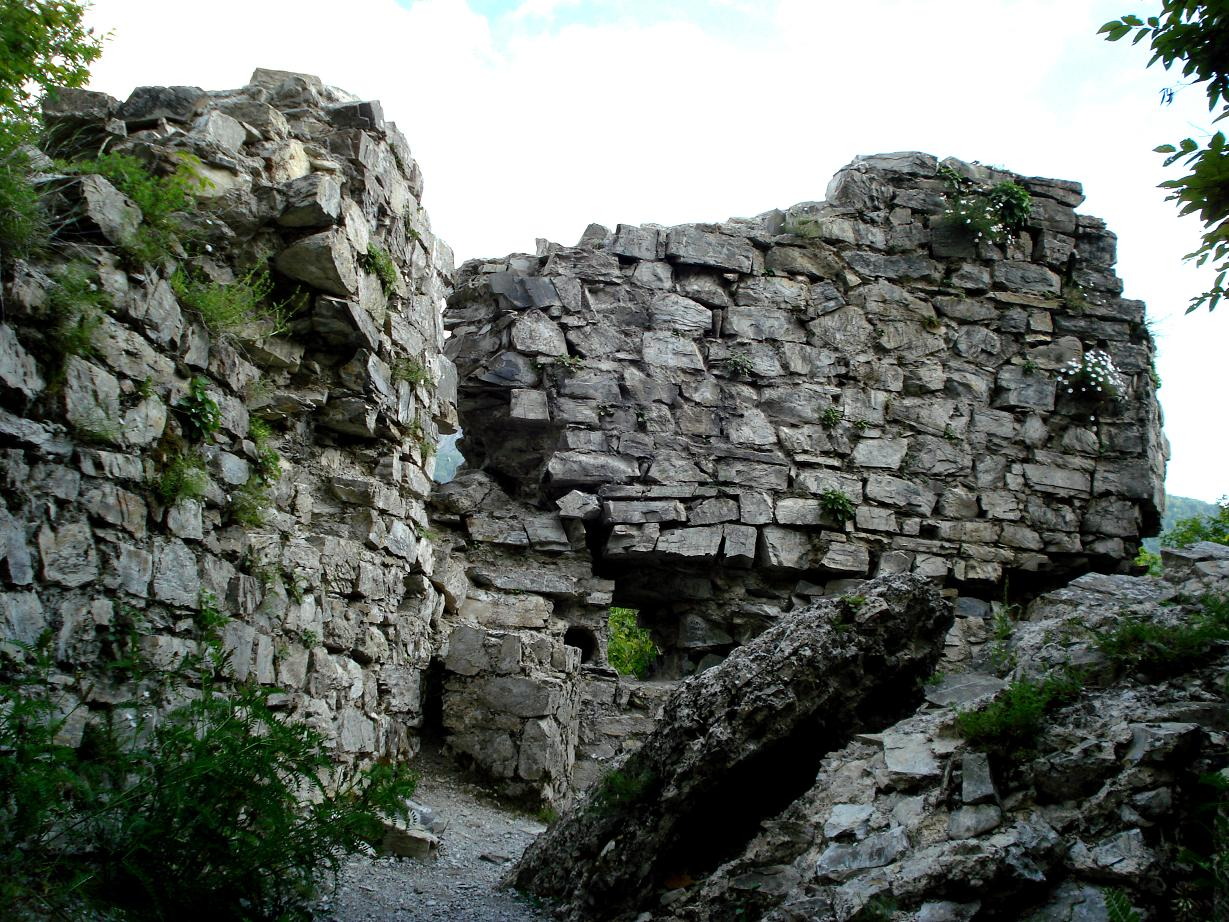
Стены крепости Гелярсан-Гёрарсан
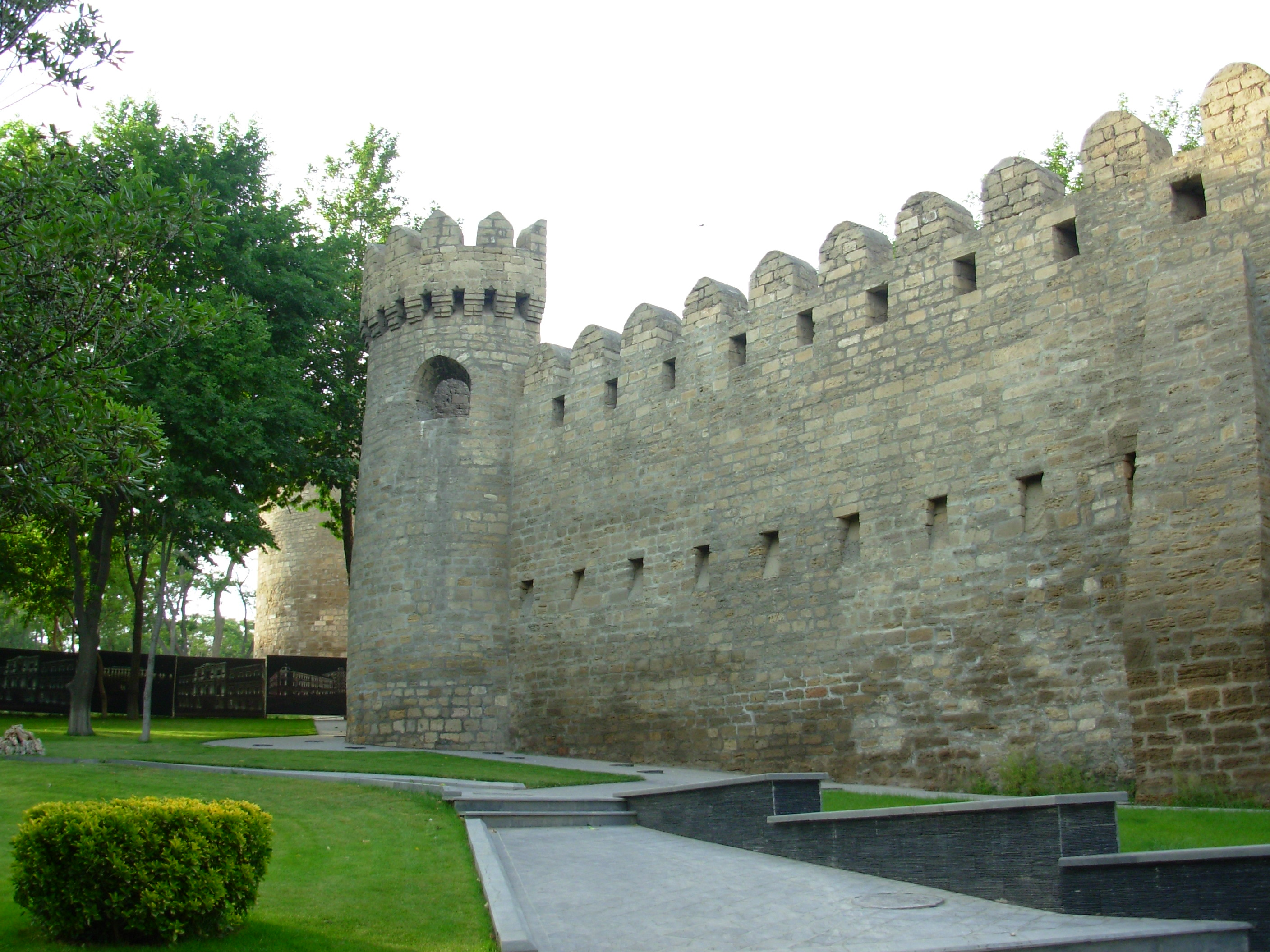
Бакинская Крепость.
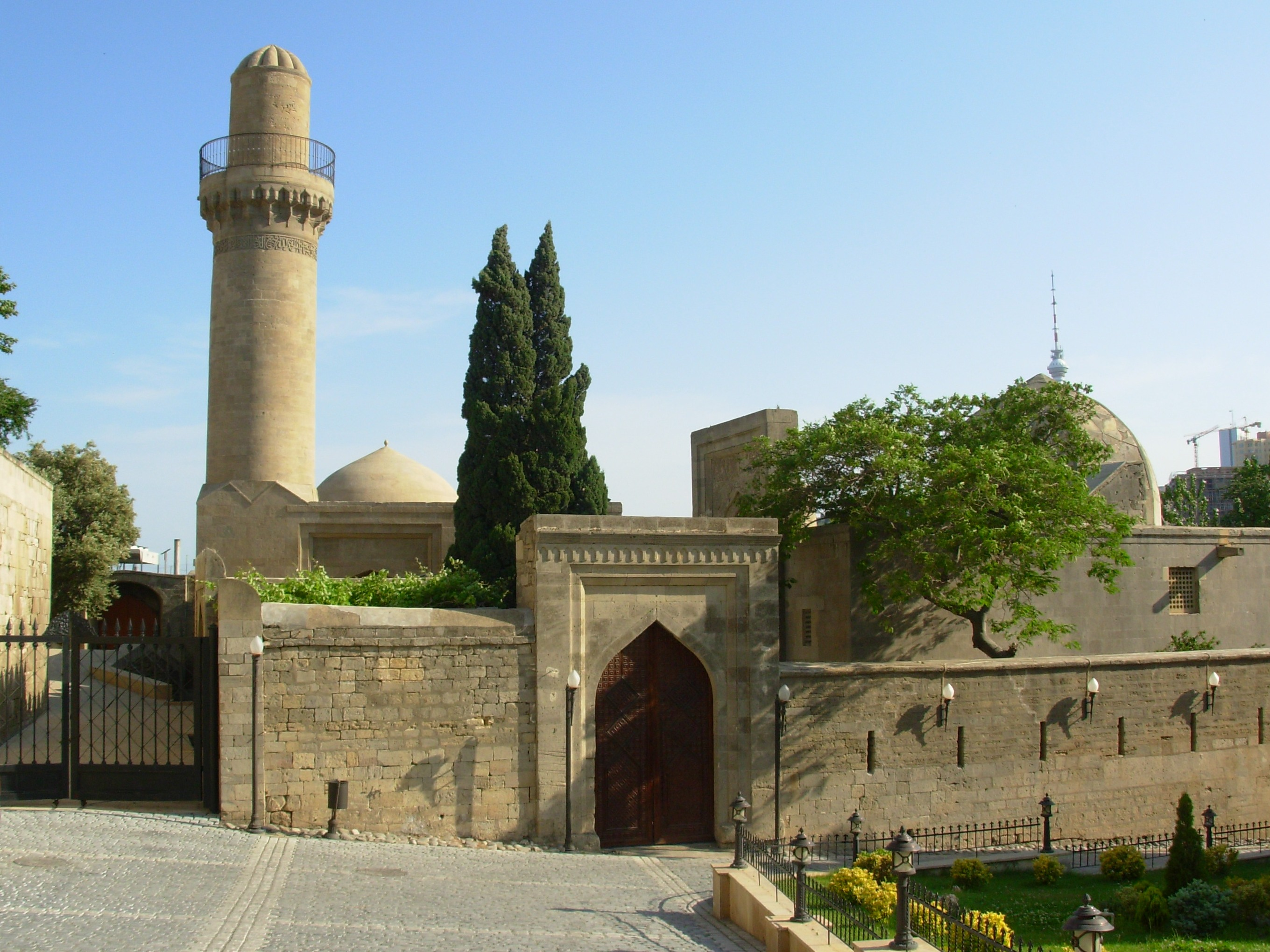
Дворец Ширваншахов.
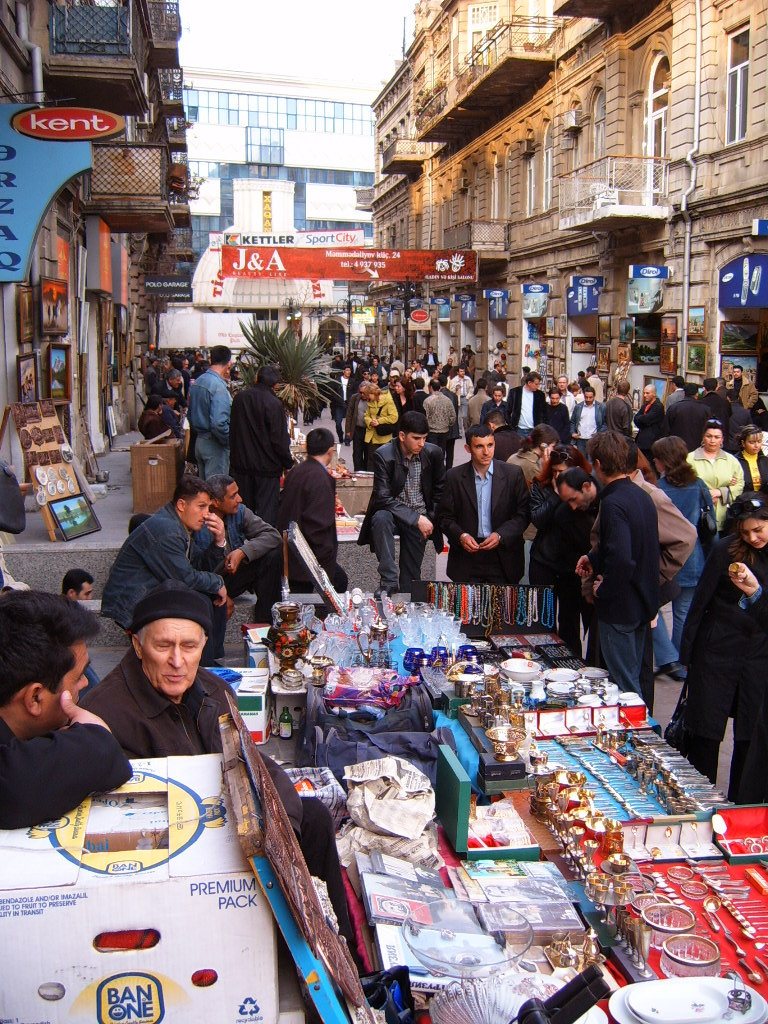
Торговая
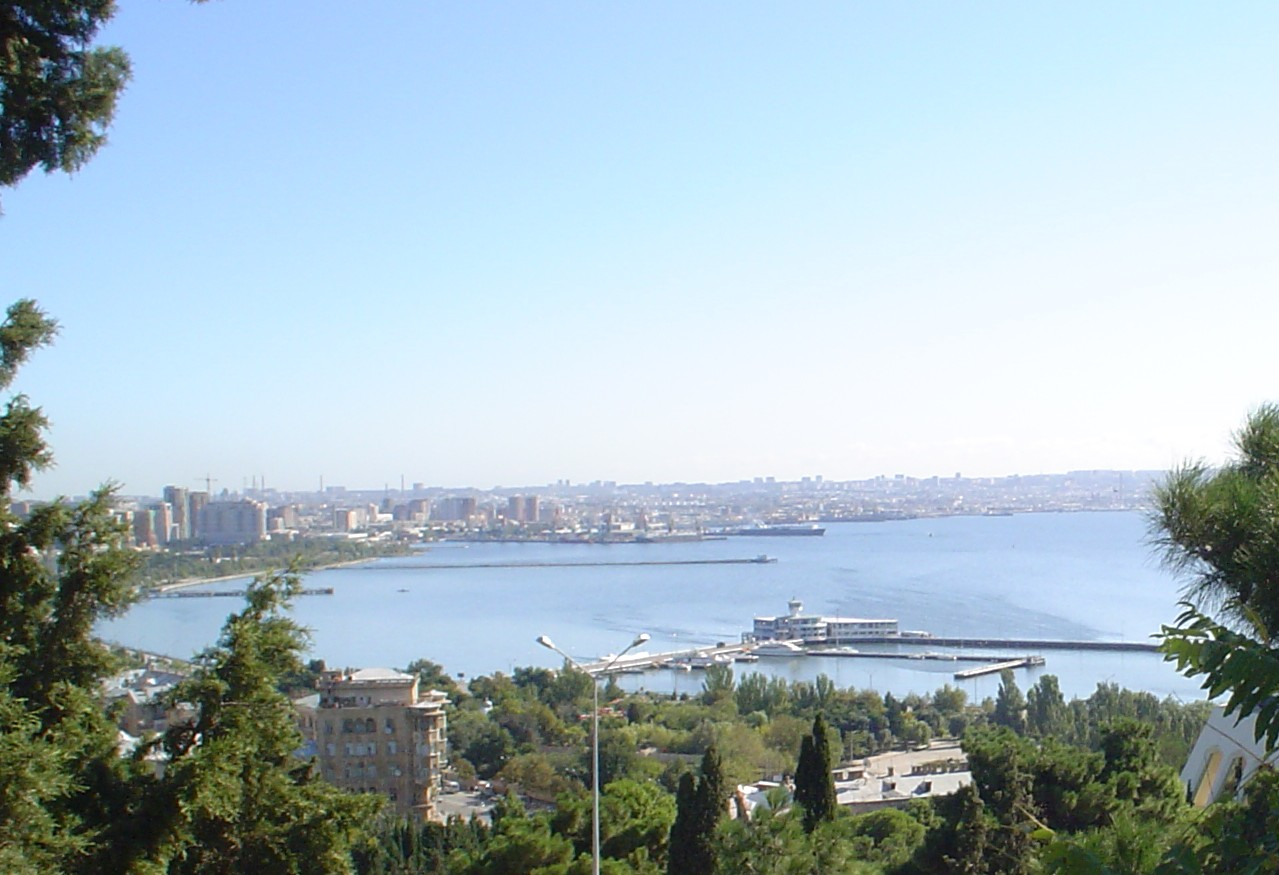
Бакинская бухта.
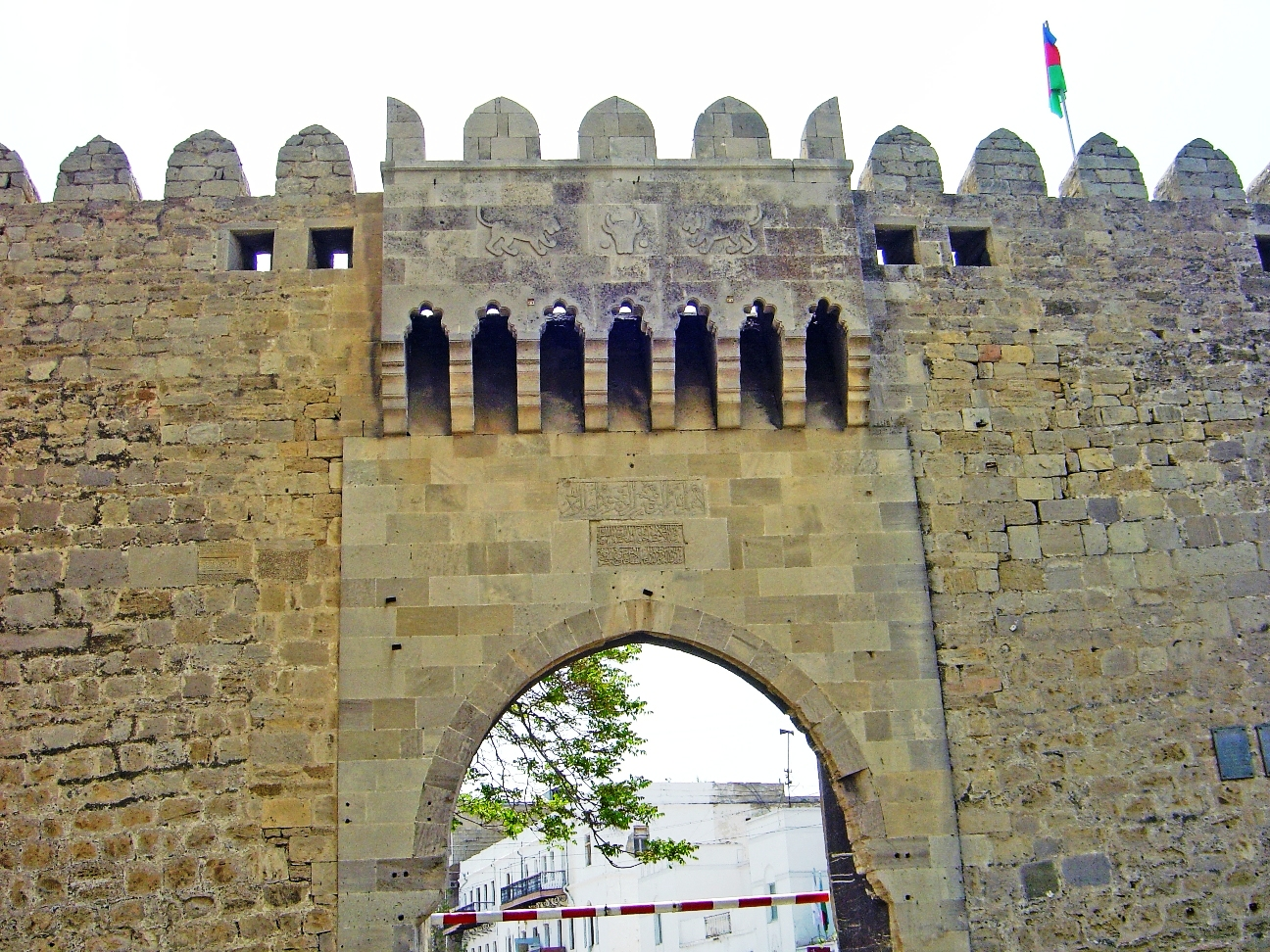
Ворота в Старый город.
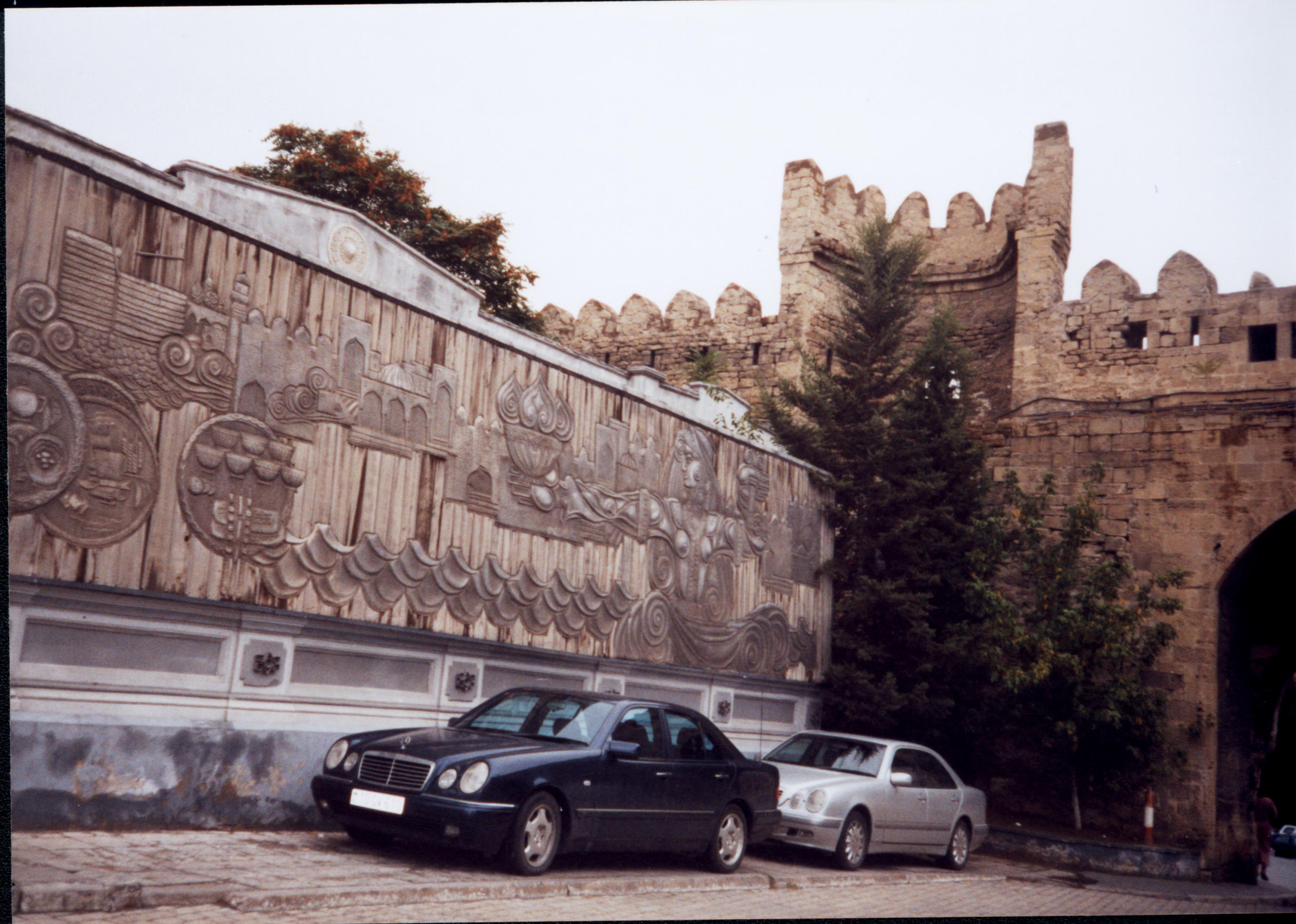
Старый город.Чеканная работа Мехтиева Асафа.
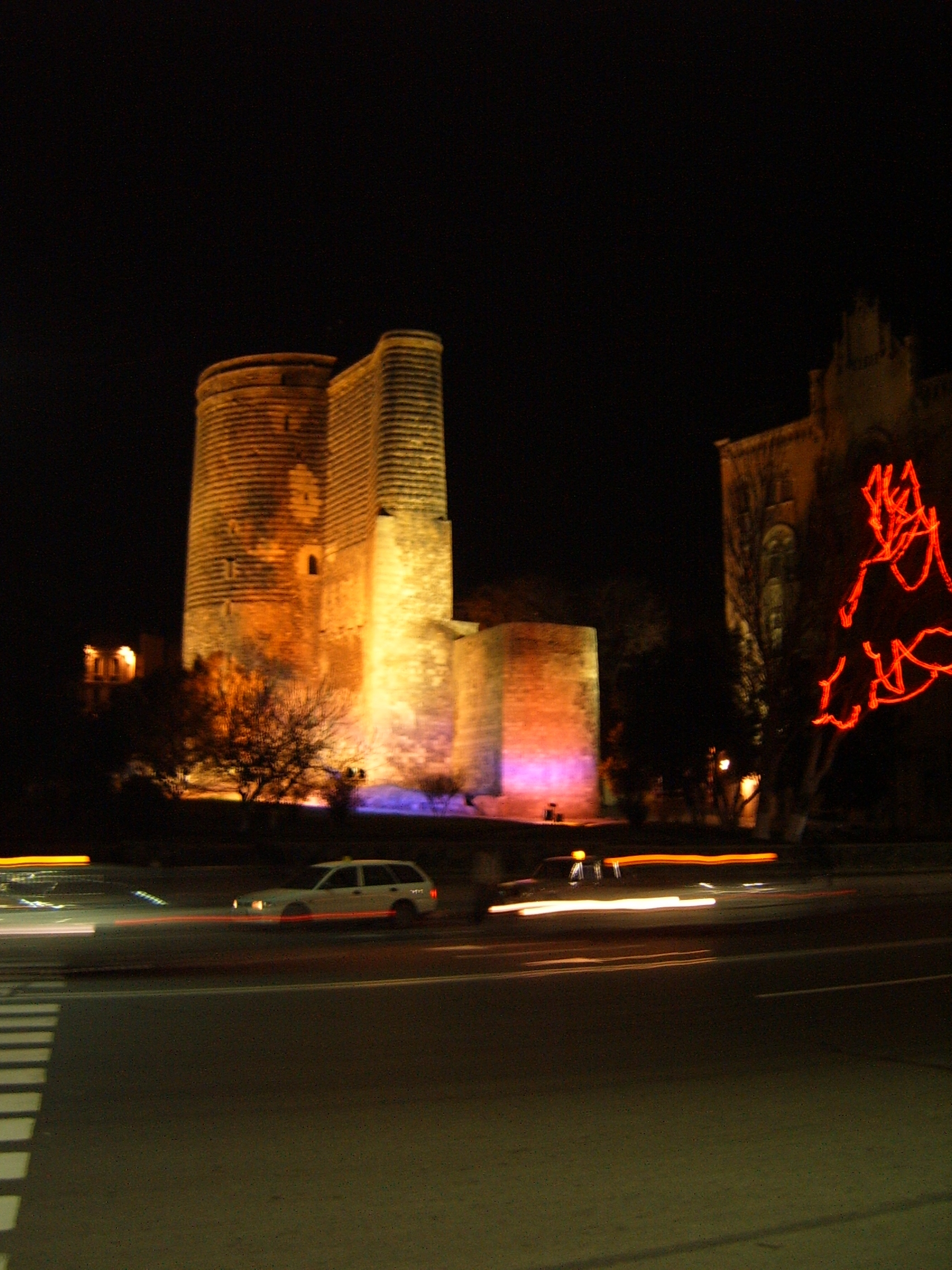
Девичья башня ночью.
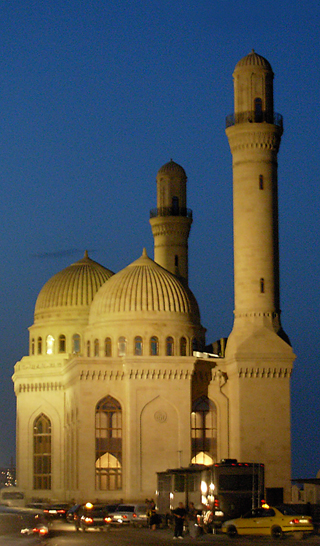
Мечеть Биби-Эйбат
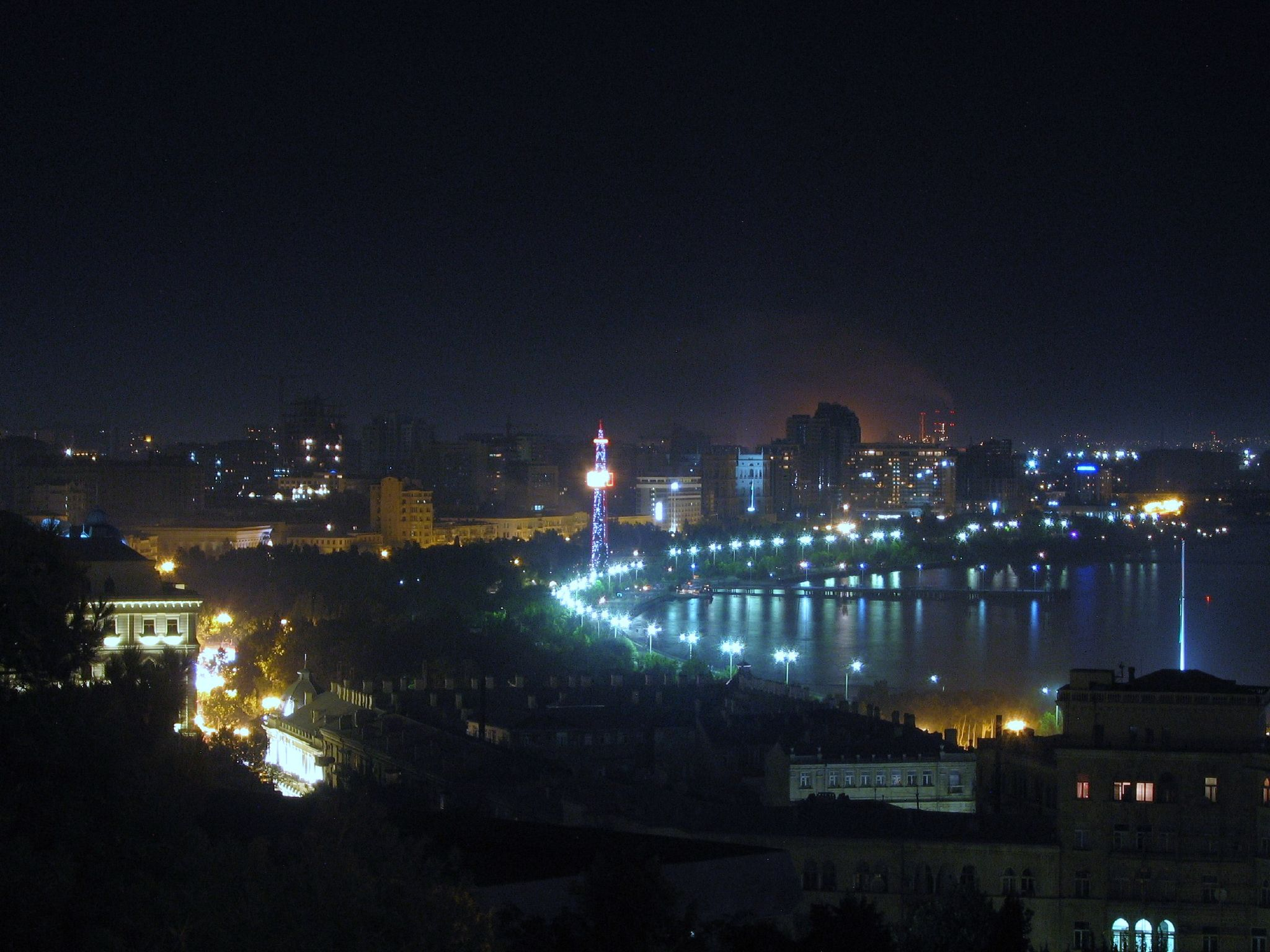
Панорама ночного Баку
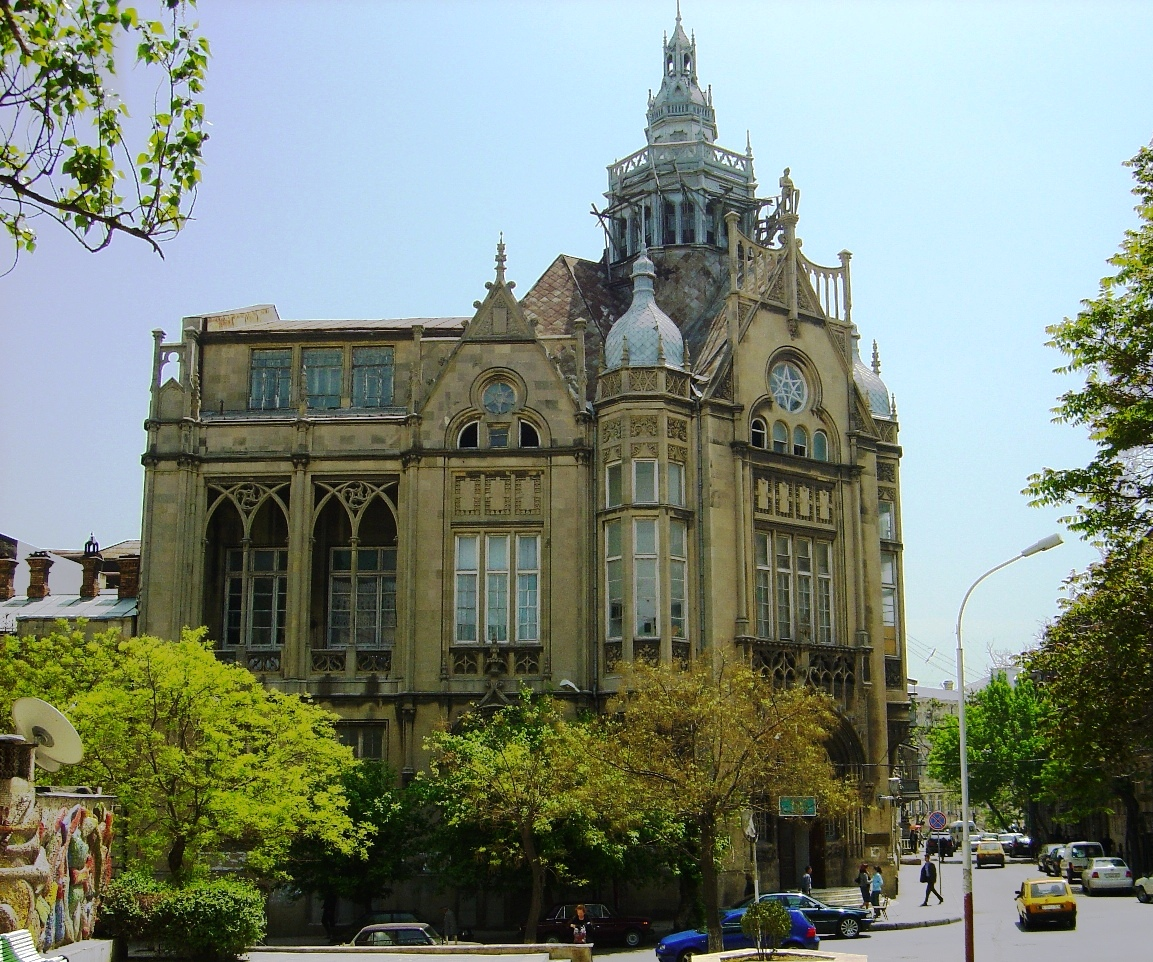
Дворец Мухтарова.
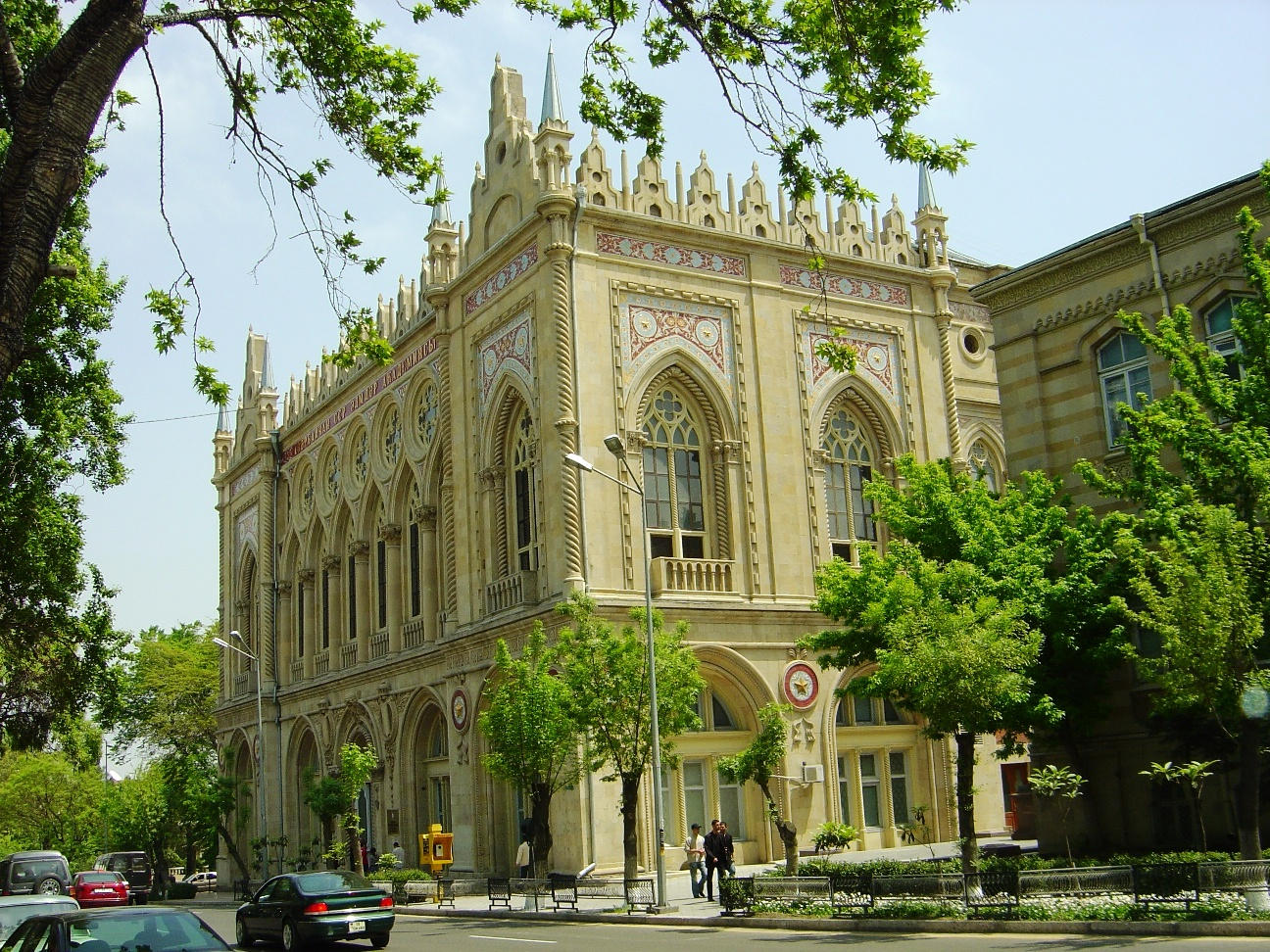
Национальная Академия Науки Азербайджана.
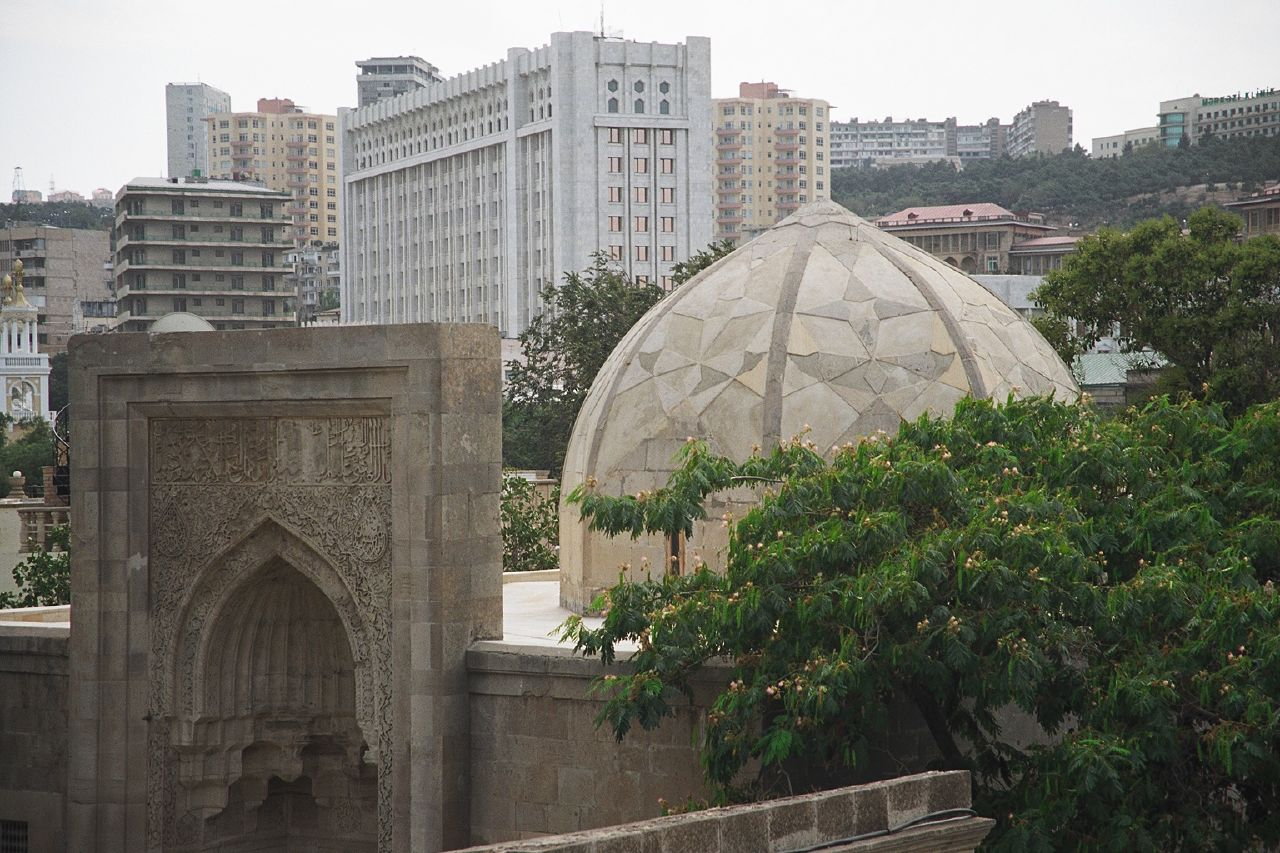
Старый город и постройки времён СССР.
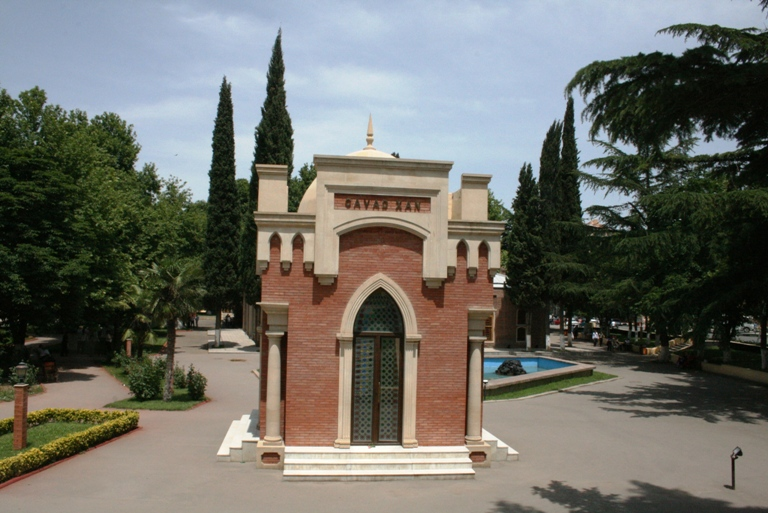
Мавзолей Джавадхана
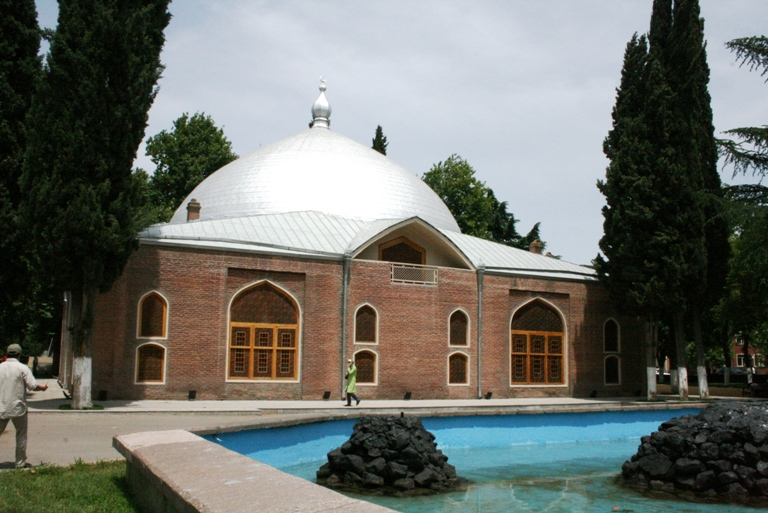
Мечеть Шах-Аббаса